# Пітер О'Доннелл (яхтсмен)
Пітер О'Доннелл (англ. Peter O'Donnell, 28 лютого 1939 — 9 січня 2008) — австралійський яхтсмен.
Олімпійський чемпіон 1964 року в класі 5,5 метра.